# Alberto Harari
Alberto Harari (Cidade do México, 15 de setembro de 1970) é um jóquei mexicano atualmente radicado na Espanha.

## Biografia
Alberto Harari iniciou a sua carreira como jóquei na adolescência, na Cidade do México, e ganhou destaque internacional a partir de 2010. Em 2013, Alberto Harari venceu o Campeonato de Andalucía com o cavalo Calimero. Em 2017, foi o vencedor do Grande Prêmio Turístico de Múrcia Costa Cálida com o cavalo Fortín. No mesmo ano, também ocupou a primeira posição na sexta edição do Winter Cup de Aros